# Mindre bastardsvärmare
Mindre bastardsvärmare (Zygaena viciae) är en fjäril i familjen bastardsvärmare. 

## Kännetecken
Mindre bastardsvärmare har ett vingspann på 22 till 32 millimeter. Den har 5 röda fläckar på de annars mörkgrå framvingarna med metallisk glans i grönt och blått. Bakvingarna är röda med mörkgrå kant. Den liknande arten bredbrämad bastardsvärmare är betydligt större. Larven är grönaktig med små svarta fläckar. Kokongen är båtformad och glänsande blekgul och sitter på ett grässtrå eller på undersidan av ett blad.

## Utbredning
Mindre bastardsvärmare finns från östra Frankrike vidare österut till södra Sibirien och norra Mongoliet. I Sverige finns den från Skåne till Ångermanland.

## Levnadssätt
Mindre bastardsvärmare lever på blomrika ängsmarker eller andra blomrika områden. Flygtiden är i Sverige från slutet av juni till slutet av juli. Man ser dem på blommor som till exempel åkervädd, ängsvädd, rödklint och tistlar. Larven lever på ärtväxter, bland annat käringtand, gulvial och kråkvicker. De övervintrar som larver, troligtvis flera vintrar. 